# 1984年夏季残疾人奥林匹克运动会特立尼达和多巴哥代表团
1984年夏季残疾人奥林匹克运动会特立尼达和多巴哥代表团是特立尼达和多巴哥派出的1984年夏季残疾人奥林匹克运动会代表团。获得2枚金牌和1枚铜牌。